# Jakob Ebert
Pour les articles homonymes, voir Ebert.
Jakob Ebert (né le 26 janvier 1549 à Sprottau (aujourd'hui Szprotawa, en Pologne) ; mort le 5 février 1614 à Francfort-sur-l'Oder) est un poète et théologien allemand.
L'orthographe latinisée de son nom est « Jacobus Ebertus ». Du fait de son talent pour les langues il est surnommé « Polyglottus ».
Fils d'Andreas Ebert, un notable de Sprottau, Jacob entre en 1561 à l'école de Goldberg (aujourd'hui Złotoryja, en Silésie) puis à l'université de Francfort-sur-l'Oder en 1566 et enfin à celle de Wittemberg. Il est recteur en 1572 à Soldin (aujourd'hui Myślibórz, en Poméranie), ensuite à Schwiebus (aujourd'hui Świebodzin en Pologne) et plus tard à Grünberg (aujourd'hui Zielona Góra, toujours en Pologne). À partir de 1594 il enseigne la théologie à Francfort-sur-l'Oder.
Jacob Ebert a écrit le psaume « Du Friedefürst, Herr Jesu Christ » (CE 422), paru en 1601 avec la mélodie de Bartholomäus Gesius (de). Dietrich Buxtehude (BuxW 20 et 21) et Johann Sebastian Bach (Halt im Gedächtnis Jesum Christ BWV 67, Du Friedefürst, Herr Jesu Christ BW 116, (Lobe den Herrn, meine Seele (BWV 143)) l'ont, entre autres, mis en musique pour leurs cantates.

## Sources
- (de) Rudolf Schwarze, « Ebertus, Andreas », dans Allgemeine Deutsche Biographie (ADB), vol. 5, Leipzig, Duncker & Humblot, 1877, p. 587-588 (dort erwähnt)
- (de) Friedrich Wilhelm Bautz, « EBERT, Jakob », dans Biographisch-Bibliographisches Kirchenlexikon (BBKL), vol. 1, Hamm, 1975 (ISBN 3-88309-013-1, lire en ligne), colonne 1446
- Notices d'autorité :   - VIAF
  - ISNI
  - LCCN
  - GND
  - Pays-Bas
  - Pologne
  - Israël
  - NUKAT
  - Vatican
  - Norvège
  - Tchéquie
  - WorldCat